# Gran Ducat de Finlàndia
Gran Ducat de Finlàndia, o Magnus Ducatus Finlandiae, és el nom amb què, en sentit ampli, es designa Finlàndia des de l'any 1581, quan el rei Joan III de Suècia va adoptar el títol de Gran Duc de Finlàndia, fins a l'any 1917, en què es proclamà la independència de Finlàndia. La dignitat de Gran Duc de Finlàndia va ser, per tant, un títol honorífic atribuït als reis suecs fins a l'any 1809, quan Finlàndia va ser annexionada a Rússia com a Estat autònom o Gran Ducat. A partir de llavors va pertànyer als Tsars russos, fins al 1917. En un sentit més estricte, pel terme Gran Ducat de Finlàndia s'entén el període que cobreix des de la conquesta russa, en la Guerra de Finlàndia (1808-1809), fins a la independència, declarada el 6 de desembre de 1917. Pel període de 1581 fins a 1809 la historiografia finesa fa servir el concepte de Suècia-Finlàndia.
Durant aquest període d'autonomia, o siga Finlàndia com a Gran Ducat autònom depenent de l'Imperi Rus (1809-1917), l'evolució política, cultural i social del país no va dependre tant de la forma de govern, com de la benevolència de cadascun dels tsars russos. En el transcurs del segle xix, Finlàndia va experimentar tant períodes de desenvolupament favorable com altres d'opressió o russificació per part dels dignataris russos. En ordre cronològic van ser cinc els tsars que van tenir la dignitat de Gran Duc de Finlàndia:
- El tsar Alexandre I, qui va conquerir el país en la Guerra de Finlàndia el 1808-1809, va prometre una autonomia segons les estipulacions de la Constitució política sueca de 1772 i 1789. Tot i que cap al final del seu regnat, Alexandre II es va fer més conservador, mai no va arribar a violar la Constitució finlandesa.

- Nicolau I, el seu germà i successor, va ser un tsar més autoritari i, respecte del Gran Ducat de Finlàndia, va regnar sense convocar la "Dieta", (parlament basat en quatre estats: noble, clerical, pla i camperol). Nicolau I va controlar la llibertat de premsa, però a part d'açò va mantenir la seua promesa de Gran Duc i no va interferir en els afers interns de Finlàndia.

- Alexandre II, qui va succeir el seu pare Nicolau I, va ser bastant liberal pel que fa a Finlàndia. Va convocar la Dieta el 1863, cosa que va suposar el començament d'un fructífer període de legislació.

- Alexandre III, fill d'Alexandre II, va adoptar en la seua política interior una orientació conservadora i paneslavista, que va tenir repercussions també a Finlàndia el 1890, quan va promulgar l'anomenat Manifest Postal. Aquest manifest va ser una violació directa de la Constitució de Finlàndia i va sotmetre el Servei Postal de Finlàndia al control directe de l'administració russa.

- Nicolau II, l'últim Gran Duc de Finlàndia i fill d'Alexandre III, va mantenir la dignitat de Gran Duc de Finlàndia fins a la independència del país. Malgrat que Nicolau II va prestar el mateix jurament que els seus predecessors, va permetre la política de russificació que exercia a Finlàndia l'administració russa, dirigida pel governador general. La tensió va arribar al seu apogeu quan va ser nomenat governador general de Finlàndia un general rus, Bobrikov, qui, des de l'inici del seu càrrec el 1898, va començar a restringir l'autonomia finlandesa, publicant l'anomenat Manifest de febrer, que va incrementar l'ensenyament del rus en les escoles. El rus va ser declarat llengua de l'administració. El 1903, Bobrikov va obtenir poders dictatorials però, a l'any següent, el 1904, va ser assassinat al Senat per Eugen Schauman, un activista finlandès.